# Карсун

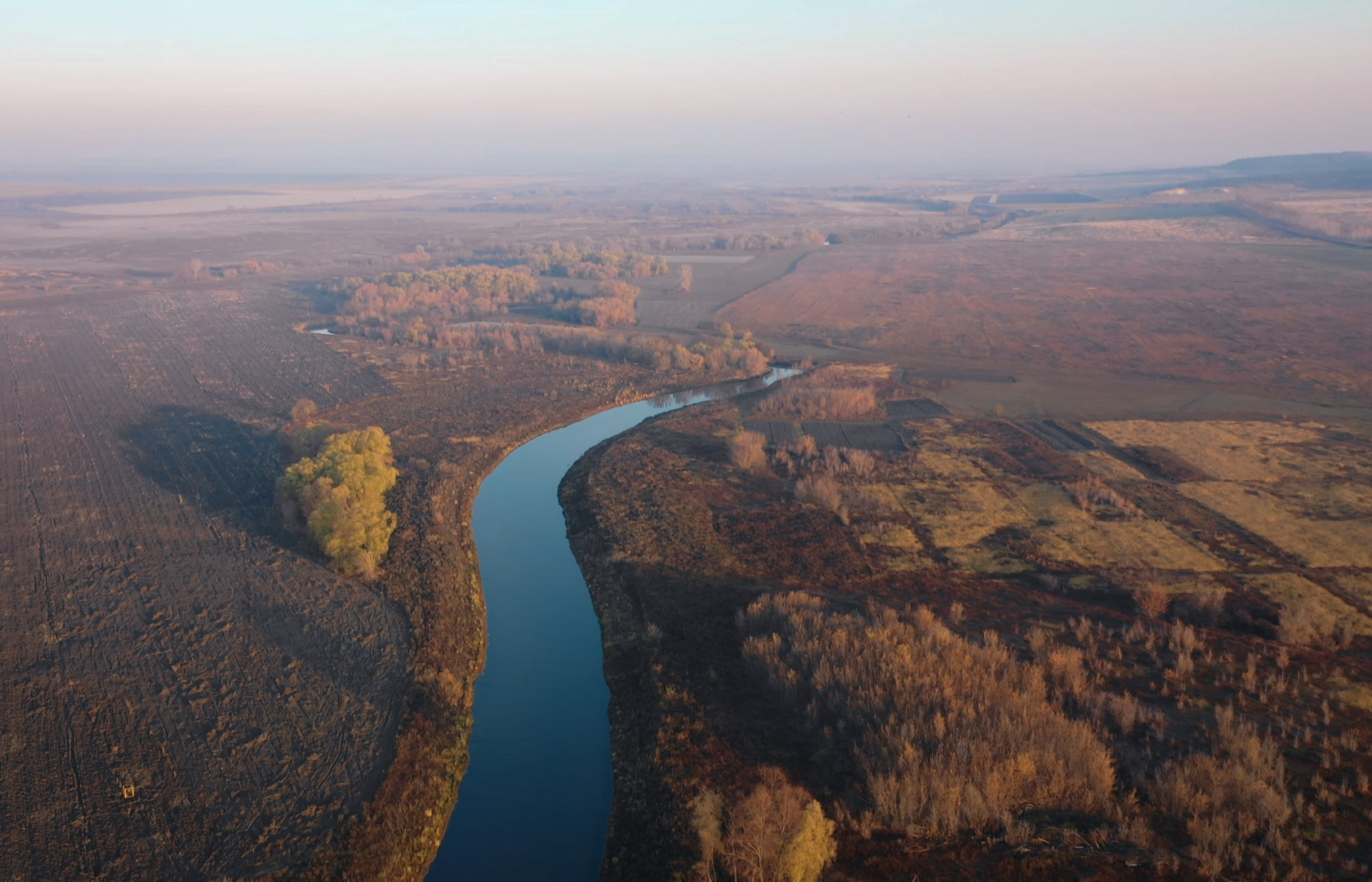
Река Барыш.

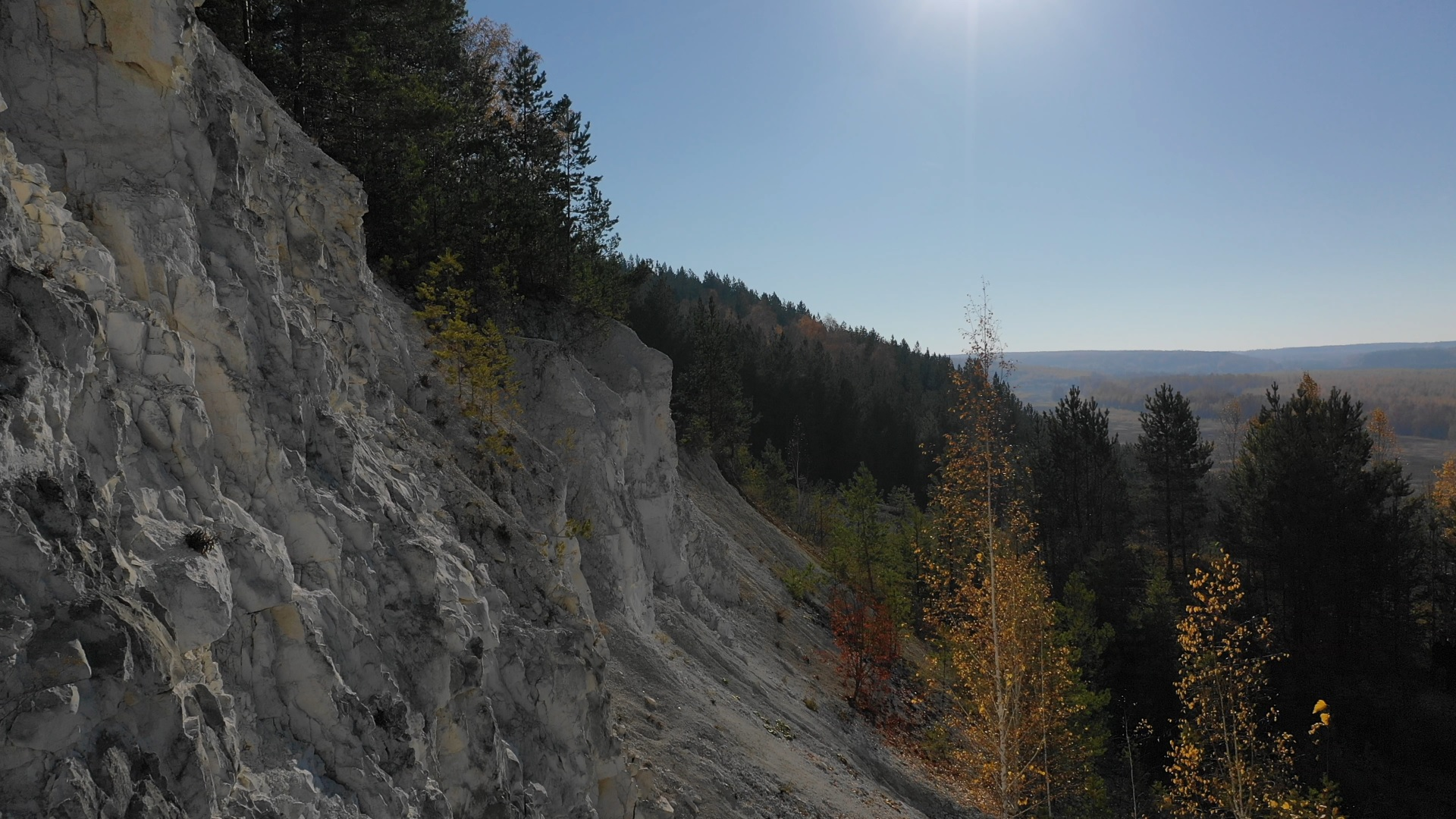
Возвышенности.

Карсу́н (в прошлом Корсун и Большой Корсун) — посёлок городского типа в Ульяновской области России. Административный центр Карсунского района и Карсунского городского поселения.
Население — 7137 чел. (2021).

## Этимология
В очерке 1903 года В. Э. Красовский писал, что в городе существует предание о том, что название было заимствовано у города Корсуни (ныне Корсунь-Шевченковский), из которого Богдан Хитрово привёл казаков — первых поселенцев. Там же Красовский писал, что город назывался Корсунью с основания и до конца XVIII века.
В тексте царского указа 1647 года «о высылке в Корсун людей для засечного дела» город упоминается и как «Корсун», и как «Корсунь».
Однако топонимист Барашков В. Ф. предполагал существование поселения ещё до строительства Карсунско-Симбирской линии (1647 г.), а само название определил как производное от наименования местной реки Карсунки. По данным Барашкова, гидроним имеет тюркское происхождение. Так в татарском языке нарицательное су (сун) — «вода, речка», то есть карсун — «талая вода», в то же время на мишарском диалекте татарского су (сун) — «вода, речка», а кар — «сосна» (сосны характерны для данной местности). Также Барашков ссылается на название реки Карла в Татарстане и тот факт, что «в Иркутской области существует бурятский улус Карсунгай». Той же версии в более поздней публикации топонимического словаря придерживается Поспелов Е. М.

## География
Посёлок расположен в 95 км от Ульяновска на левом берегу реки Барыш в устье реки Карсунки.

## История
Карсун, в прошлом город (с 1708 по 1780 гг. — пригород Большой Карсун), в настоящее время посёлок городского типа расположен на высоком холмистом берегу реки Барыш, в месте слияния с ним речки Карсунка. По водоразделу реки Барыш и его притоков сформировался равнинный участок местности, удобный для сухопутного перемещения на восток через Тагай и Тетюшское до переправы через Волгу в районе Симбирска: на северо-запад до переправы через Суру в районе Промзино и на юго-восток к переправе через Суру в районе Пензы, а далее на Киев и в этом же направлении с поворотом на Рязань в сторону Москвы. По этим местам проходил древний караванный путь из Болгар в Киев, и одна из стоянок находилась в районе современного Карсуна.
На карте Казанского ханства периода походов Ивана Грозного встречается первое документальное упоминание Корсуна, как аула Казанского ханства и по сути остановочного пункта на большом караванном пути. В 1571 году Карсун числится в Московском государстве, как сторожевой пункт.
В 1647 году (лета 7155 году) царём Алексеем Михайловичем был прислан стольник и воевода Богдан Хитрово, который создал на новых южных рубежах Русского царства укреплённый форпост — Карсунскую засечную черту для защиты от кочевых племен (эта дата считается годом основания Карсуна). После закладки основания города, Богдан Хитрово уехал, передав управление назначенному воеводой Артемию Волынскому, который продолжил постройку как самого г. Корсуна, так и засечной черты.
В Приказ Казанского дворца писали: «…в нынешнем во 155 году майя в 21 день писал ко государю царю и вел. кн. Алексею Михайловичу всея Русии стольник и воевода Богдан Хитрово, что он по государеву указу меж реки Барыша к реки Корсуновки с рускую сторону на горе на Корсуне поставил город Корсун и всякими крепостьми укрепил. А от эти реки Корсуновки через корсуновскую степь до ермаковского лесу на двунадцати верстах на семисот саженях учел делать засечные крепости, рубить тарасы и насыпать землею;»
Очевидно, что и названия новых крепостей — Корсун и Синбирск — он оставил по существовавшим уже поселениям. Сторожевая служба здесь велась ещё до основания крепости, существовал и мужской православный монастырь, по преданию, разрушенный до описываемых событий.
Крепость Корсун имела следующие размеры: « …две стены по 72 сажени, другие две стены по 36 сажен, рублен в тарас, 6 башен, в том числе 2 башни и проезжие одну стену…».
Первыми служилыми людьми были — стрельцы из Алатыря, которые расположились на горе, напротив слияния рек Барыш и Карсунки, образовав Стрелецкую слободу (позже Стрелецкая Половина, ныне Стрелецкая ул.). В 1648 году из Курмыша прибыли пушкари и поселились северо-восточнее крепости по реке Барыш, образовав Пушкарскую слободу (ныне Пушкарская ул.). В 1651 году из Выползово прибыли казаки и поселились отдельной слободой к югу от крепости, образовав Казацкую слободу (позже Казачья Половина, ныне Казацкая улица).
В короткие сроки были построены крепости и остроги: Сурский, Аргаш, Тальский, Сокольский (не был достроен), Мало-Карсунский, Карсунский, вырыты засечные валы — Карсунско-Симбирская засечная черта, а город-крепость Корсун стал уездным центром Карсунского уезда.
Поначалу город Корсун и Карсунская черта, в военном отношении, с 1647 года подчинялся Атемару, а с 1653 года — Саранску, но с 1667 года стал подчиняться Симбирску.
В 1657 году казаки из Карсуна основали деревню Кандаратская Слобода (ныне Большая Кандарать).
В 1665 году конные казаки были переселены на новое место, где основали Вальдиватскую Слободу (ныне село Вальдиватское). В этом же году станичные дозорные служилые казаки во главе с Д. Борзовым, основали форпост южнее засечной черты названный Вешкаймской Слободой (ныне село Вешкайма).
В сентябре 1670 года военные укрепления держали оборону против войск Степана Разина — атамана Михаила Харитонова, которому удалось взять Корсун и другие остроги и слободы. Но в районе села Усть-Урень произошла решающая битва разинцев с регулярными царскими войсками под руководством князя Ю. Н. Барятинского. Поражение в ней предопределило исход крестьянского восстания.
В 1673 году карсунскими казаками была основана Потьминская слобода (ныне село Потьма).
В 1708 году город-крепость Корсун стал заштатным пригородом Большой Корсун и вошёл в состав Симбирского уезда Казанской губернии (1708—1781).
Вместе с тем удобное расположение Карсуна сделало его крупным центром региональной торговли, где проводилось множество ярмарок, крупнейшая из которых Троицкая. С развитием торговли развивался город. Его архитектурным украшением являлись пять православных соборов, здания Земской управы, Дворянского собрания, Торговых рядов. На ярмарке совершались большие сделки по закупкам зерна и именно здесь зародилась знаменитая купеческая династия Филипповых, более известных как владельцы московских булочных. И всё же главным объектом торгов были лошади, и не случайно и в уезде, и в соседних регионах возникали конезаводы, разводившие породистых рысаков. Здесь в большом количестве закупались кони для гусарских, кавалерийских полков..
В августе 1774 года в Карсуне проходили военные действия Крестьянской войны 1773—1775. 26 августа 1774 года пугачёвский отряд возглавляемый Фирсом Ивановым — не смог овладеть Корсуном, но разграбил и сжёг Пушкарскую слободу (ныне в черте Карсуна). В октябре 1774 года через Карсун в железной клетке фельдмаршал Суворов провозил другого крестьянского бунтаря — Емельяна Пугачева. Один из командиров пугачёвского отряда, Фирс Иванов, был пленён в ноябре 1774 года и казнён в Карсуне через четвертование.
В 1780 году, в ходе реформы Екатерины Великой, пригород Большой Карсун вновь стал городом Карсун — административным центром Карсунского уезда Симбирского наместничества. 22 Декабря 1780 года Высочайше утвержденный доклад Сената о гербах городов Симбирскаго наместничества: «… VIII. Карсуни. Два положенные, крестообразно чекана, в красном поле; оружие, употребляемое прежними того места поселянами [герб]». На 1780 год в Карсуне было три каменных церкви и одна деревянная.
В 1796 году, в ходе реформ Павла I, стал уездным городом Симбирской губернии.
В конце XVIII века в результате переселения части жителей Карсуна основали деревню Большие Посёлки.

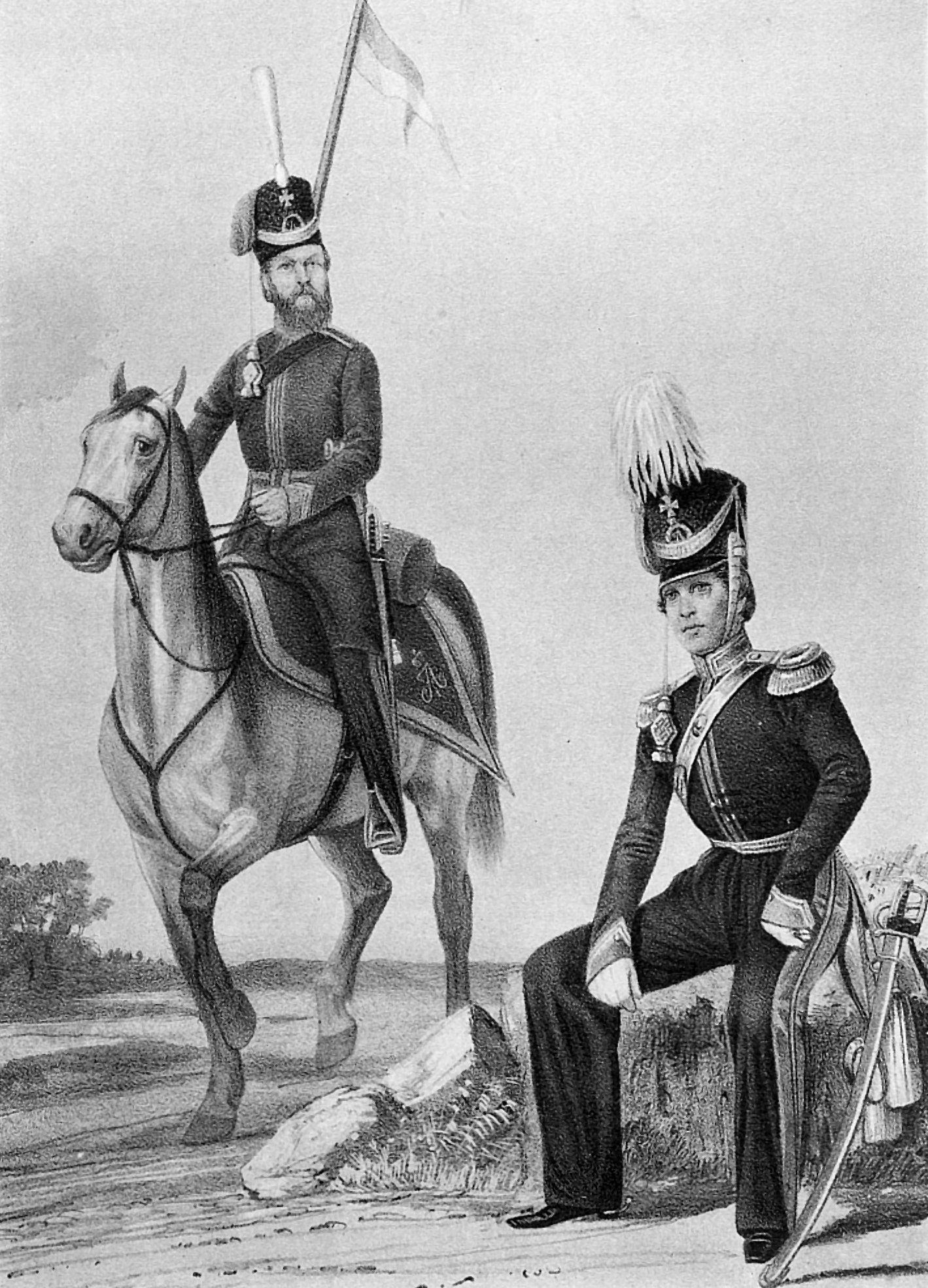
Воин и Штаб-офицер Конного полка Симбирского ополчения, 1813—1814 гг. (Формировался в Карсуне).

Для Отечественной войны 1812 года в Карсуне формировался 600-й конный полк Симбирского ополчения, командиром которого стал гвардии штаб-ротмистр Дмитрий Андреевич Третьяков, отличившийся в битвах с французами.
В 1818 году в Карсуне открылось уездное училище.
4 сентября 1824 года, проездом из Пензы в Симбирск, в городе останавливался на ночлег император Александр I.
В 1856 году крестьянами из Карсуна была основана Краснополка. Переселение было вызвано решением городских властей о замене всех крыш домов на железные и черепичные, вместо соломенных. Так как кровельный материал стоил дорого, бедняки выселились в Краснополку. Также в этом году крестьянами Стрелецкой слободы была основана д. Глазов Луг (ныне ул. Гагарина).

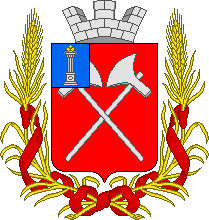
Герб Карсуна, 1863 г.

В 1861 году Карсун стал и волостным центром, в которую вошли: с. Таволжанка, с. Краснополка, с. Белый Ключ, с. Ховрино, д. Глазов Луг, д. Пески, д. Оборино, д. Ивановка, д. М. Оборино, д. Кротовка.
26 октября 1880 года в одном здании с приходским училищем была открыта библиотека, ныне Карсунская центральная библиотека имени Н. М. Языкова.
Построенная в 1897 году железнодорожная ветка Инза — Симбирск изначально должна была проходить через Карсун, но купцы воспротивились этому, боясь конкуренции и потери прибыли.

На 1900 год город имел: уездное училище, двухклассное женское училище, два приходских городских училища, одно волостное училище, земская больница, Карсунское волостное правление и почтовая станция. В городе находились три храма: Крестовоздвиженский собор, Архангельская церковь, Христо-Рождественская церковь.

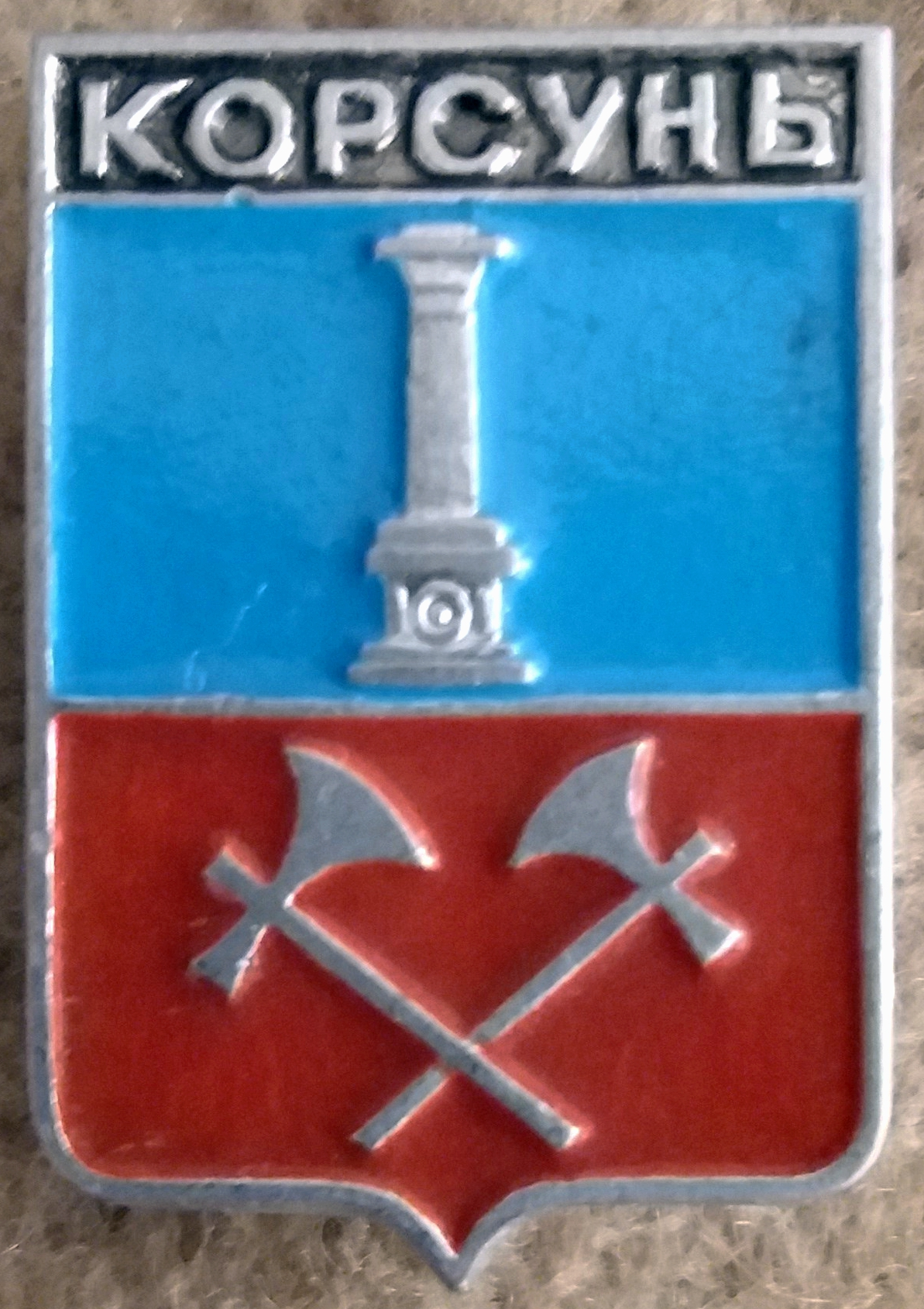
Значок — «Старый герб Корсуна».

В 1913 году в Карсуне был создан театр.
С началом Первой мировой войны в городе была создана учебная команда 158-го запасного пехотного полка, действовавшая до 1917 года, которую в 1916 году окончил будущий генерал-лейтенант Ф. Е. Шевердин.
В 1918 году Карсун стал центром ещё одного крестьянского волнения — «Чапанного восстания», против проводимой политики продовольственной разверстки.
На 1924 год город Карсун — волостной и уездный центр Ульяновской губернии, кроме этого, к городу относились Казачья Половина (бывшая Казачья Слобода) и Стрелецкая Половина (бывшая Стрелецкая Слобода).
В 1925 году город Карсун стал селом.
В 1928 году Карсунский уезд был упразднён, а на его территории был создан Карсунский район Ульяновского округа Средне-Волжской области (1928—1929).
На 1931 год село Карсун — административный центр Карсунского сельсовета Карсунского района Средне-Волжского края (1929—1936) / Куйбышевской области (1936—1943). В Карсунский с/с входили: Глазгов луг, Ивановский, Карсун, Пушкарский выселок, Пески.
С 19 января 1943 года — в Ульяновской области.
Указом Президиума Верховного Совета СССР от 11 сентября 1943 года село Карсун преобразовано в рабочий посёлок.
25 мая 2005 года стал центром Карсунского городского поселения.

## Население
| Год  | Число дворов | Число жителей | Примечания |
| ---- | ------------ | ------------- | --- |
| 1761 |              | 2807          | По третьей Ревизской сказке (1761 г.) в Большом Корсуне проживало 2807 жителей (1389 мужчин и 1418 женщин).                                                                                       |
| 1780 |              | 1384          | Ревизских душ. Пахотные солдаты. |
| 1781 |              | 3413          | По четвёртой Ревизской сказке (1781 г.) в Карсуне проживало 3413 жителей (1667 мужчин и 1746 женщин).                                                                                             |
| 1859 | 813          | 3817          | Город разделяется на слободы: Казачью, Пушкарскую и Стрелецкую. 5 церквей, 3 училищ, больница, почтовая станция, 2 ярмарки, 7 заводов.                                                            |
| 1897 | 643          | 3554          | (1721 мужчина и 1833 женщины). В городе 5 церквей, 1 часовня, уездное училище, 2-хклассное женское училище, городское приходское училище, волостное училище, больница, почтовая станция.          |
| 1900 | 375          | 2950          | (1417 м. и 1533 ж.) уездное училище, двухклассное женское училище, два приходских городских училища, одно волостное училище, земская больница, Карсунское волостное правление и почтовая станция. |
| 1913 | 740          | 5137          | (2769 мужчин и 2368 женщин). В городе 5 церквей, реальное училище, женская гимназия, городское 4-хклассное училище, ремесленное училище.                                                          |
| 1920 | 844          | 5760          | (2775 мужчин и 2985 женщин). 2 мукомольных вальцевых мельницы. |
| 1923 |              | 5360          | (2527 мужчин и 2833 женщины). 5 школ 1-й ступени, 2 школы 2-й ступени, педагогический техникум, профшкола, клуб, кино.                                                                            |
| 1930 | 627          | 2974          | |

| 1959  | 1970  | 1979  | 1989  | 2002  | 2009  | 2010  |
| ----- | ----- | ----- | ----- | ----- | ----- | ----- |
| 7564  | ↗8464 | ↘7341 | ↗7936 | ↗8200 | ↘7551 | ↗7748 |
| 2012  | 2013  | 2014  | 2015  | 2016  | 2017  | 2018  |
| ↘7684 | ↘7665 | ↘7603 | ↘7589 | ↘7552 | ↗7583 | ↘7539 |
| 2019  | 2020  | 2021  |       |       |       |       |
| ↘7438 | ↘7285 | ↘7137 |       |       |       |       |

## Инфраструктура

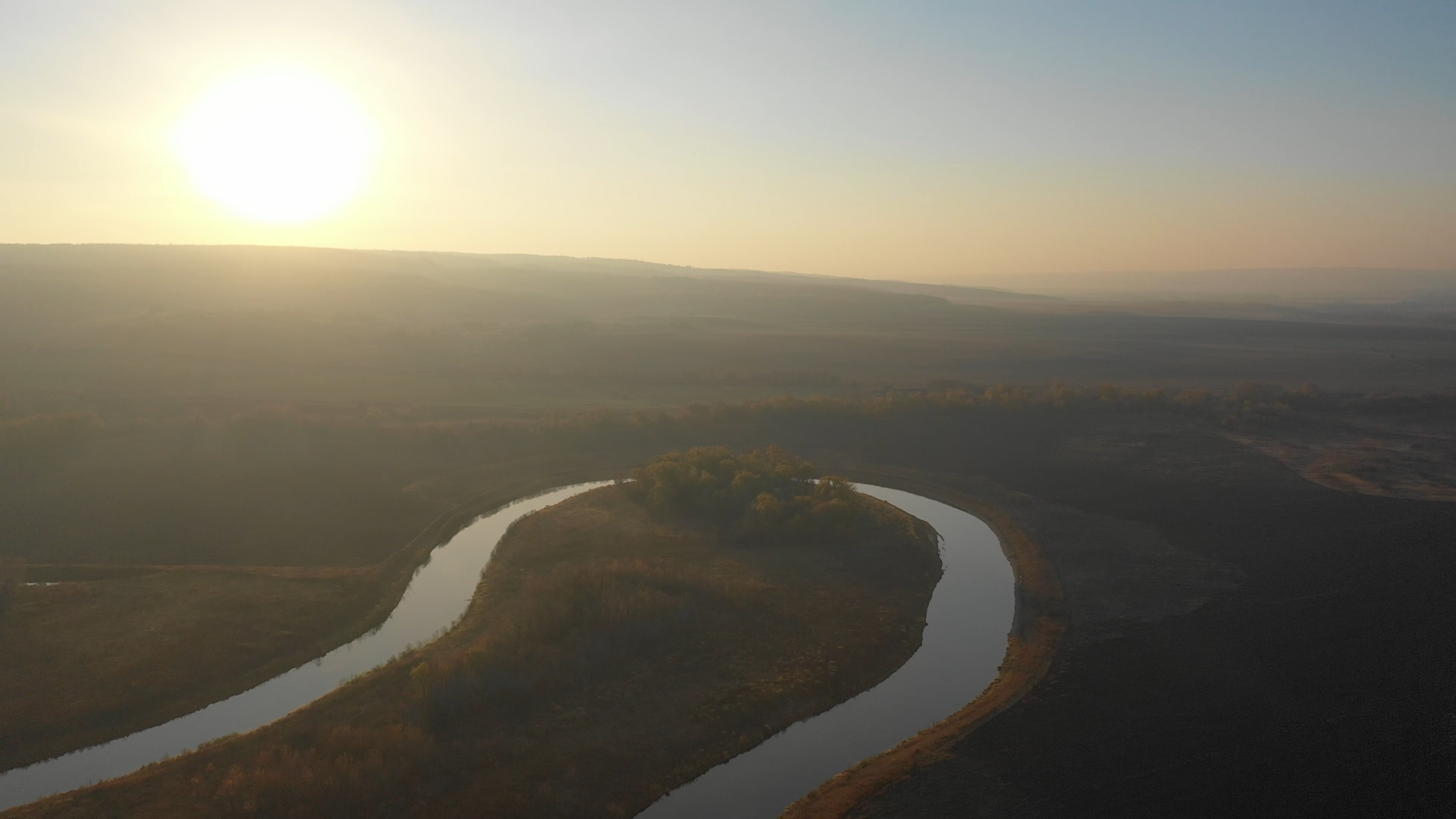
Петля реки Барыш.

В Карсуне находится фабрика художественного ткачества, чулочно-носочная фабрика, маслозавод, хлебозавод, кондитерская фабрика. Имеются Технологический техникум, профессионально-техническое, медицинское училища, Кадетский корпус Министерства Юстиции, школа искусств, Дом культуры, несколько библиотек, музеи.

## Культура
В Карсуне действуют:
- филиал Ульяновского областного художественного музея — Карсунский художественно-краеведческий музей[63].
- литературное объединение «Родники»,
- детская школа искусств им. А. А. Пластова.

В Карсуне с 1939 года, как Дом культуры, используется часть стены и фундамента, разрушенного Крестовоздвиженского кафедрального собора 1733 года постройки.
Весной 1943 года в Карсуне был организован областной колхозно-совхозный театр. Начав работу с постановки небольших спектаклей «Поздняя любовь» А. Н. Островского, «Забавный случай» В. Гольдони и концертной программой для посевной и уборочной кампании — театр широко развернул работу по обслуживанию колхозов и совхозов области, рабочих районов и бойцов Советской Армии проходящих лечение в госпиталях Ульяновской области. Окрепнув творчески и организационно театр, осенью, был переведён в город Мелекесс, где получил стационарную площадку, давшую возможность дальнейшего роста Мелекесского драматического театра.
В Карсуне есть своя команда КВН «Первая сборная Карсуна» — участница официальных лиг Международного союза КВН АМиК.
19.11.2011 года было организовано Станичное казачье общество "Станица Карсунская" Симбирского окружного казачьего общества Волжского войскового казачьего общества (атаман Мухин Дмитрий Николаевич). В составе СКО «Станица Карсунская» казачий хор «Сполох» 8. Архивировано из оригинала 7 июля 2015 года. и казачья дружина по охране общественного порядка . Казаки приняли активное участие в восстановлении местночтимой иконы Богородицы Карсунской  и родника, освященного в её честь .

## Образование
С 1790 года в Карсуне существовало малое народное училище, но через девять лет из-за недостатка средств оно было закрыто. 14 июня 1818 года открылось училище с двухлетним сроком обучения. С 1 июля 1901 года Карсунское уездное училище было преобразовано в городское трехклассное. С 1908 года училище стало четырёхклассным и получило статус Высшего городского начального училища. 14 сентября 1902 года в Карсуне была открыта женская гимназия. В 1918 году женская гимназия, городское высшее начальное и реальное училища были ликвидированы. На их базе создана Карсунская трудовая школа 2 ступени (начальная), а с 1933 года — средняя школа.

### Школы
- МБОУ Карсунская средняя школа имени Д. Н. Гусева[28][67];
- ГОУ «Карсунская кадетская школа-интернат — Симбирский кадетский корпус юстиции» имени генерал-полковника В. С. Чечеватова[68];
- МКУ ДО Карсунская детская школа искусств им. А. Пластова[69].

### Профессиональное образование
- Карсунский медицинский техникум[70]
- Карсунский технологический техникум[71]

## Известные люди
См. статью: Родившиеся в Карсуне
С Карсуном так или иначе была связана жизнь многих известных людей:
- Родился Завьялов, Михаил Сергеевич (1897—1938) — советский писатель, драматург, журналист, редактор.
- В 1774 г. здесь был казнён и похоронен атаман Фирс Иванов.
- Здесь был похоронен комендант Симбирской провинции полковник Н. П. Рычков.
- В 1863-65 гг. здесь отбывал ссылку известный поэт-революционер И. И. Гольц-Миллер[72].
- Сюда же ссылалась большая группа поляков-участников Восстания 1863 года за независимость Польши.
- В Карсуне родился и окончил школу Герой Советского Союза генерал-полковник Гусев Д. Н., с октября 1941 года начальник штаба Ленинградского фронта.
- Ветшева, Вера Фёдоровна (род. 1927) — российский и советский учёный в области деревообработки, доктор технических наук, академик РАЕН, профессор Сибирского государственного технологического университета.
- Котельников, Николай Александрович (1912—1975) — Герой Советского Союза[73].
- Вюнш, Владимир Владимирович — Герой Социалистического Труда;
- Гусев, Дмитрий Николаевич — советский военачальник, генерал-полковник, Герой Советского Союза[74].
- Царёв, Алексей Сергеевич ― советский и российский хозяйственный деятель, участник Великой Отечественной войны, первый секретарь Карсунского районного комитета КПСС (1966—1976), почётный гражданин Ульяновской области.
- Силантьев, Юрий Васильевич ― советский дирижёр, скрипач, композитор; народный артист СССР (1975). Лауреат премии Ленинского комсомола (1970). Жил в Карсуне в детстве и начал учиться в школе[75].
- Емельянов, Михаил Александрович — советский военный деятель и деятель культуры. Участник Гражданской войны, Великой Отечественной и советско-японской войны. Кавалер ордена Ленина (1954). Директор Марийского государственного театра и Марийской государственной филармонии (1953—1966).
- Березин Михаил Егорович — политический деятель, депутат Государственной думы II созыва от Саратова. Учился в Карсунском уездном училище.
- Леонид Николаевич Мусатов — политический деятель, избирался секретарем Карсунского, Вешкаймского и Чердаклинского РК КПСС, жил в селе[63].
- Азов Константин Сергеевич — советский журналист, работал в Карсуне с 1962 по 1972 гг.
- Крусанова Людмила Александровна–воспитательница детского сада №2«Медвежонок»

### Почётные граждане Карсуна
- Поливанов, Владимир Николаевич (с 1910 г.)[66];
- Протопопов, Александр Дмитриевич (с 1910 г.)[66];
- Берч-Курдюмова Лидия Александровна[76];
- Волынцев Валерий Алексеевич[67]
- Склярук Борис Николаевич[77]

## Достопримечательности
Святые источники:
- Родник «Казацкий», святой источник Смоленской иконы Божией Матери[78].
- Родник «Богдана Хитрово»[79].
- Родник, святой источник Карсунской иконы Божией Матери[80].

Памятники:
- Обелиск «Скорбящая мать» на площади 30-летия Победы. Возведен в 1968 году[81].
- Памятник Б. М. Хитрово[82].
- Памятник — бюст К. Д. Ушинскому (установлен в 1870-х гг., летом 1922 года утрачен)[66];
- Памятник Александру II (уничтожен в марте 1917 года)[83];

Здания:
- Здание Центральной районной библиотеки, бывшее Торговые ряды. Архитектор М. П. Коринфский, 1829—1831[84].

## Религия
- Крестовоздвиженский собор (не сохранился) — соборный храм каменный, теплый, построен в разное время, а именно: колокольня и трапеза построены в начале XIX века, а главная часть храма в 1889 г. Престолов в нём три: главный — в честь воздвижения животворящего Креста Господня, в южном приделе — во имя Живоначальные Троицы и в северном — в честь Казанской иконы Божией Матери. Приписной к собору кладбищенский храм каменный, построен в конце XVIII или в начале XIX века; престол в нём один — во имя Святителя и Чудотворца Николая[35]. В 1920 году Собор был закрыт, а в начале 1930-х годах храм был снесён, в 1935 году на месте Собора местные власти построили Дом культуры[85][86][87][88][89][90][91][92].
- Архангельская церковь (Михайло-Архангельская церковь) (не сохранилась) — храм каменный, построен в первой половине XVIII века карсунским купцом Глазовым (по преданию). Престолов в нём два: главный (холодный) во имя Архистратига Божия Михаила и в северном приделе (теплый) во имя св. первомученика архидиакона Стефана. С 1901 по 1916 г. священником был Николай Филиппович Зефиров[63]. С ноября 1934 года настоятелем Михаило-Архангельской церкви и до закрытия был Иринарх (Павлов)[35][93][94].
- Спасо-Преображенский храм (не сохранился) — приписной к Архангельской церкви, каменный, холодный, построен неизвестно когда и кем; престолов в нём два: главный в честь Преображения Господня и в приделе в честь Казанской иконы Божией Матери[35][95][96].
- Христо-Рождественская церковь (не сохранилась) — храм каменный, построен в 1870 году прихожанами и попечением свящ. Григория Платонова; каменная колокольня строится; храм обнесен деревянной оградой. Престол в нём в честь Рождества Христова. К храму приписаны две часовни[35].
- Спасо-Преображенский монастырь (не сохранился)[97][98];
- Церковь во имя Николая Чудотворца (не сохранилась)[97];

23 марта 1927 года григорианский епископ Виссарион (Зорнин) в Карсуне провёл съезд духовенства и мирян Ульяновской епархии, на которую прибыли 18 клириков и 15 мирян. Епископ Виссарион убедил большинство собравшихся в каноничности ВВЦС.
Ныне действующие:
- Храм в честь иконы Божией Матери «Всех Скорбящих Радость» (ул. Пушкина);
- есть мечеть.

## В честь города
- Карсунская — улица в Ульяновске;
- Карсунская — улица в Чуфарово (Вешкаймский район);
- Карсунская — улица в Красный Бор (Вешкаймский район).

## Карсун в филателии
- В 2007 году Министерство связи России выпустило ХМК — «Ульяновская область. Посёлок Карсун. Здание Центральной районной библиотеки»[4].

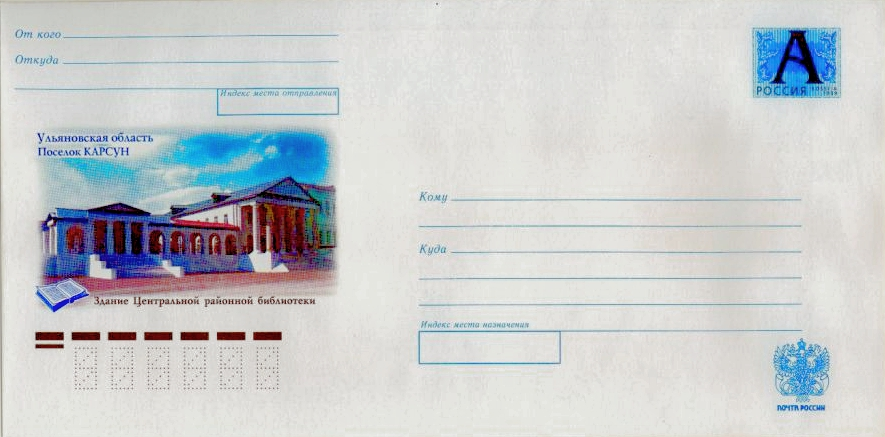
ХМК РФ, 2007. Карсун. Здание Центральной районной библиотеки.

## Галерея старого Карсуна

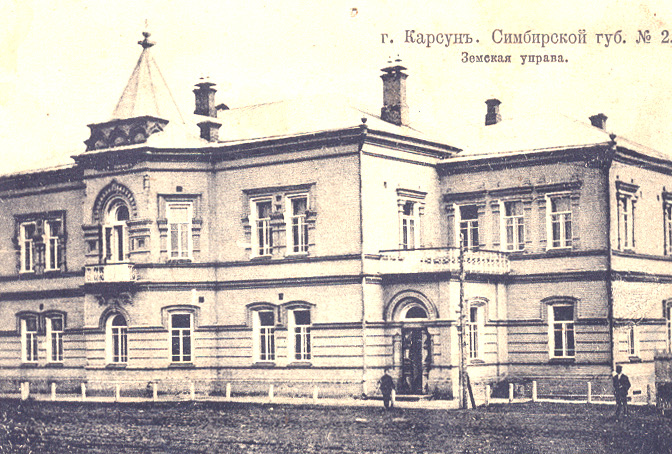
Карсунская земская управа.
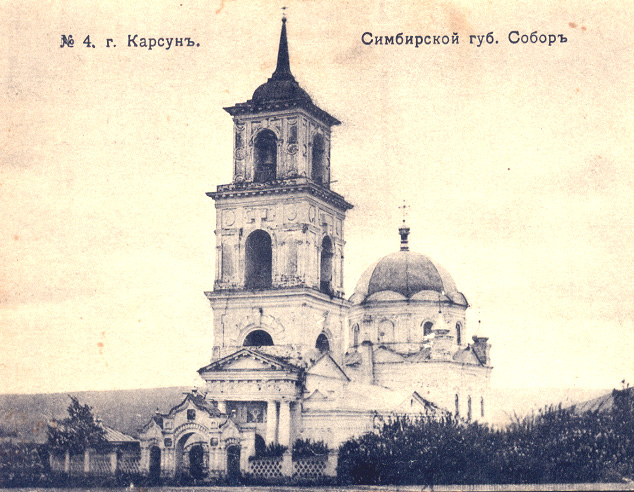
Открытка с видом на Карсунский собор (Крестовоздвиженский кафедральный собор).
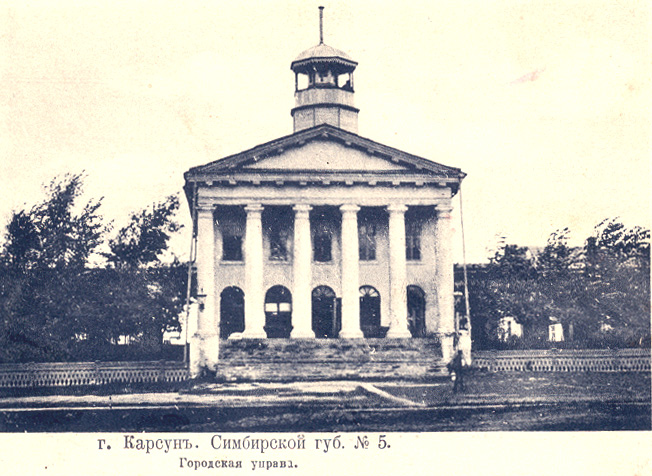
г. Карсун. Городская управа.
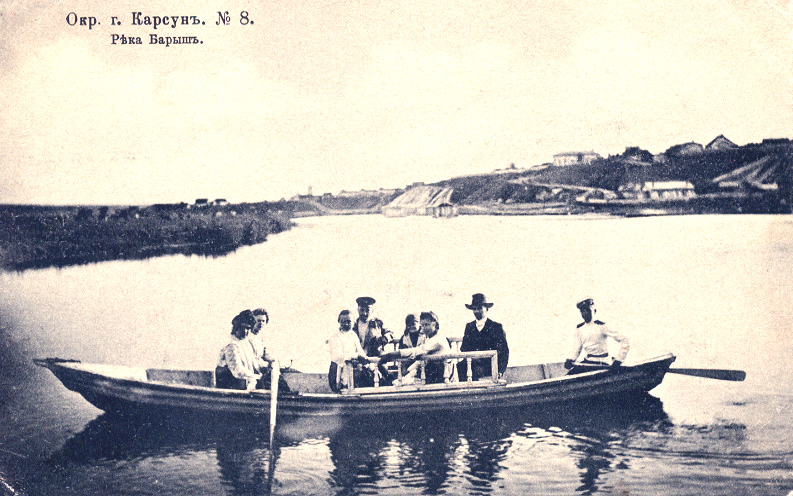
Карсун со стороны р. Барыш.
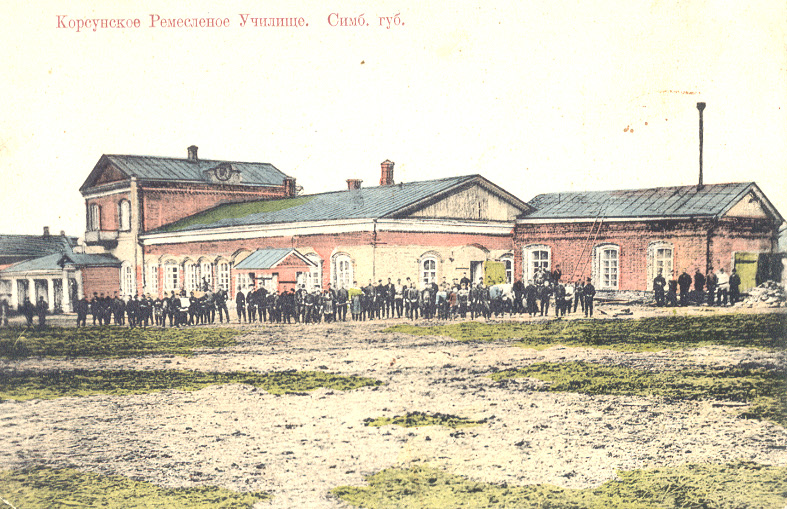
Открытка с изображением Карсунского ремесленного училища.
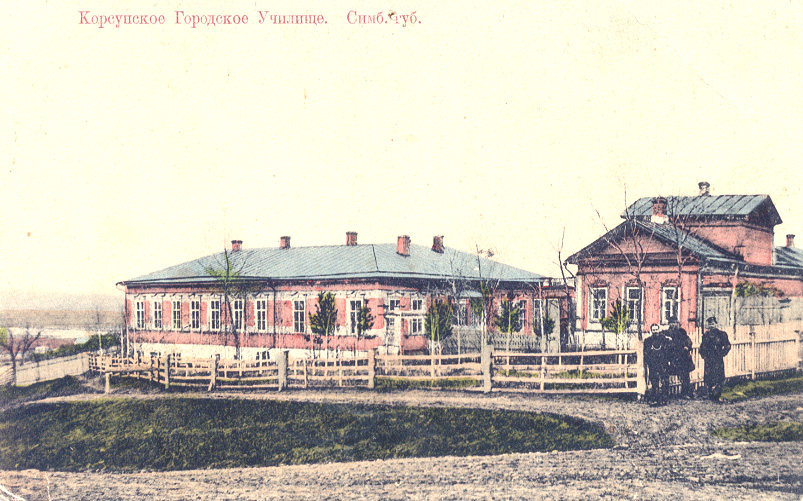
Открытка 19 века г. Карсун городское училище.
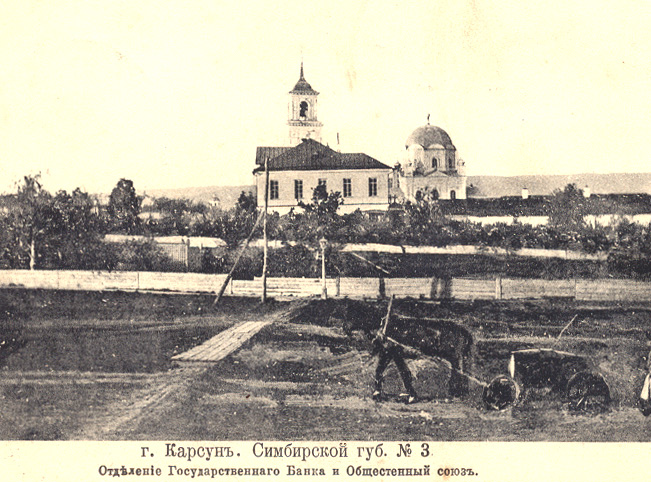
Открытка с видом Карсунского государственного банка.
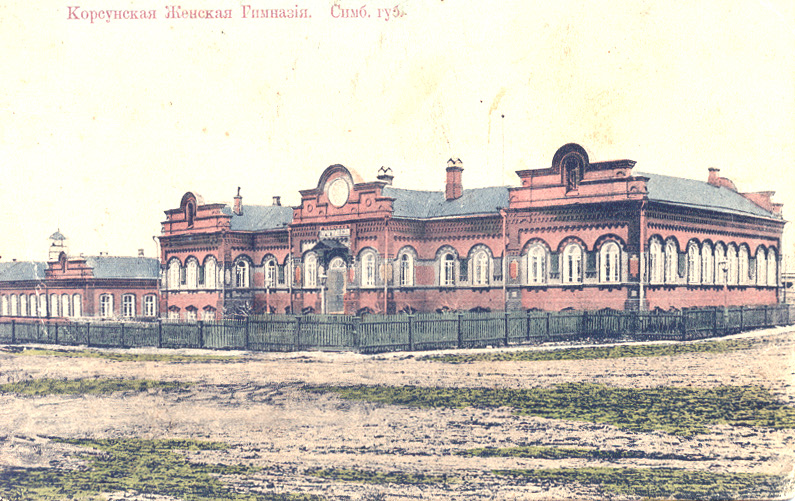
Открытка с видом Карсунской женской гимназии.

## Галерея современного Карсуна

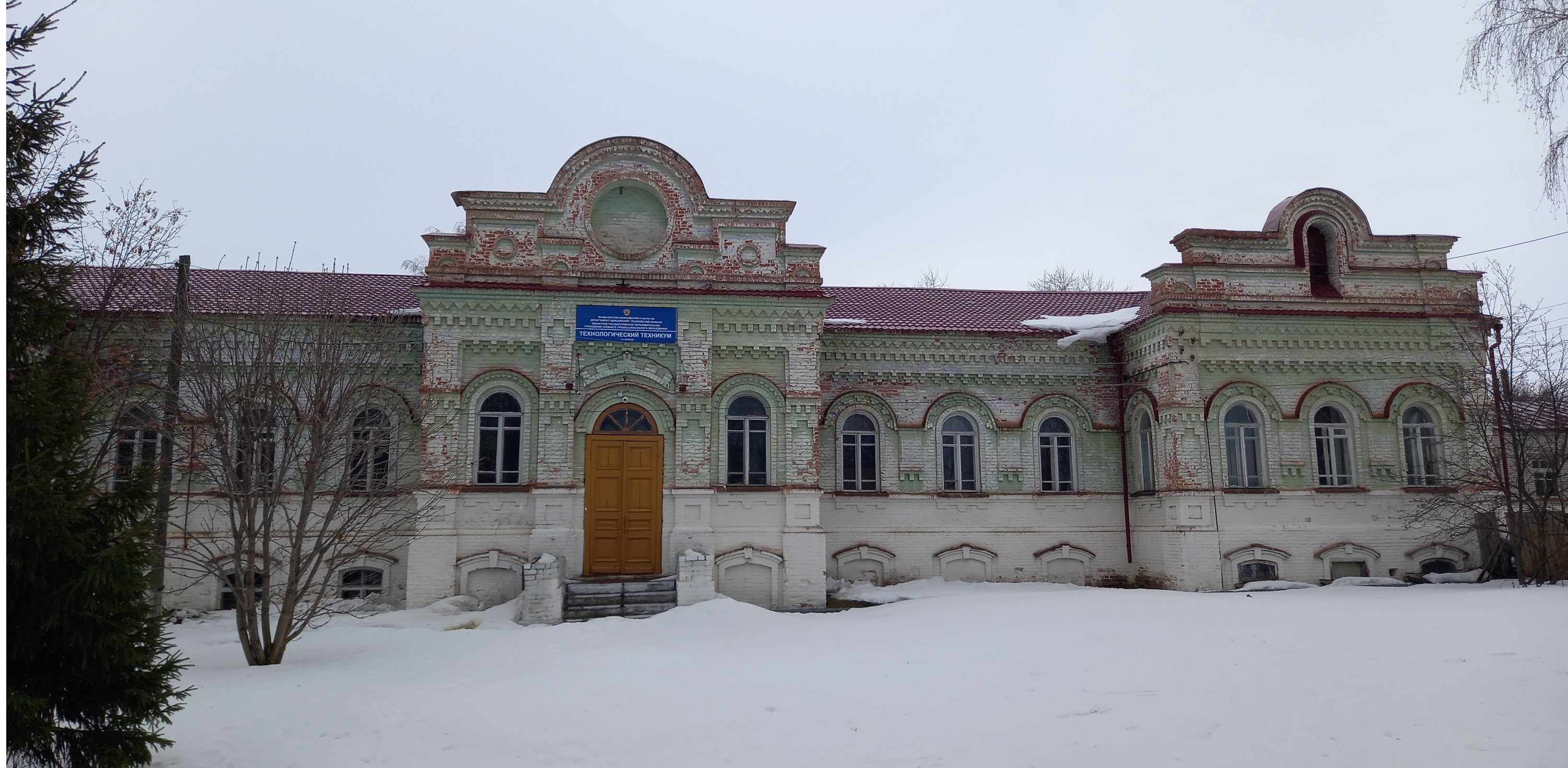
Ансамбль зданий женской гимназии, улица Ульянова, 2.
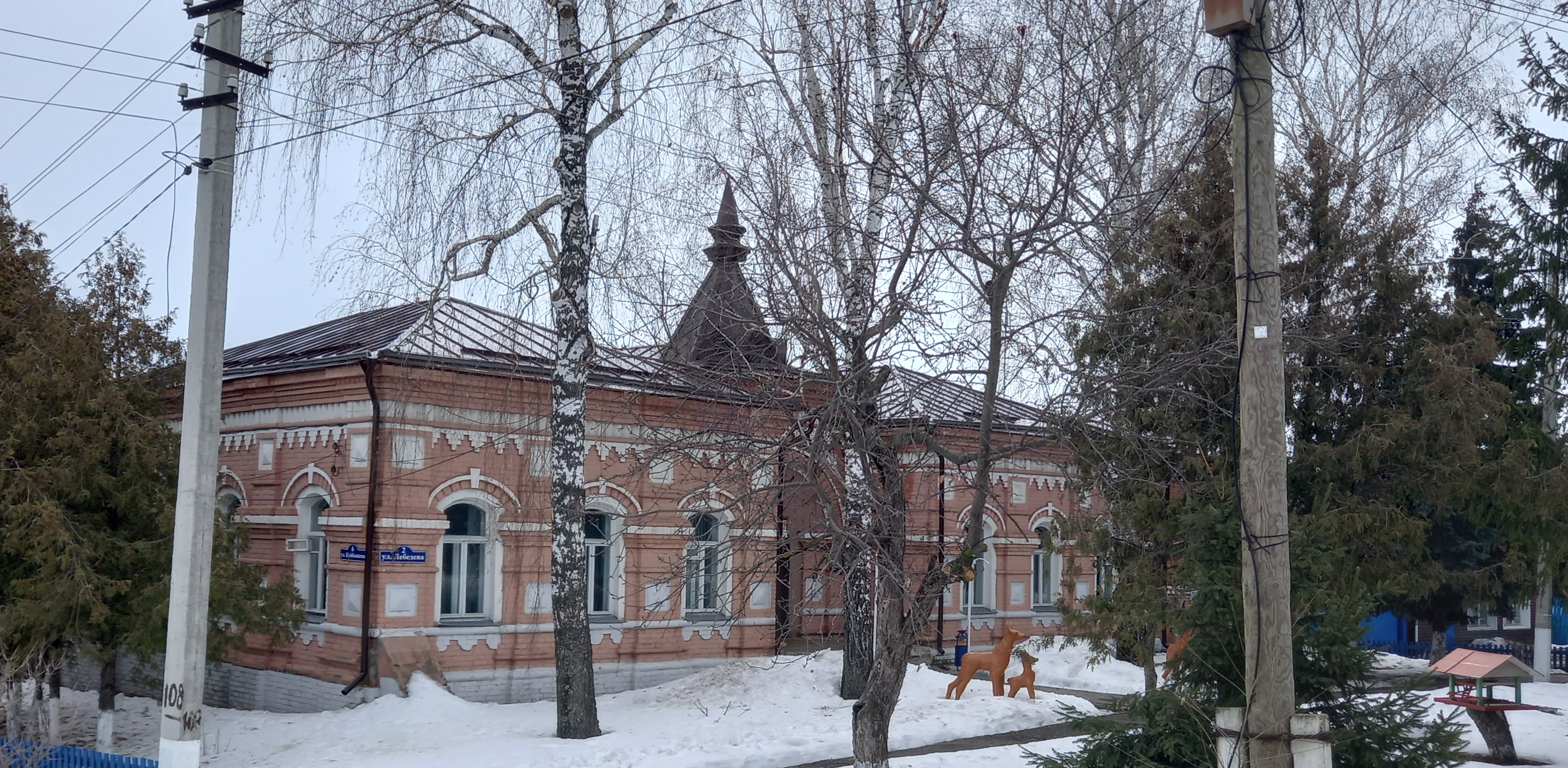
Здание волостного правления, улица Лебедева, 2.
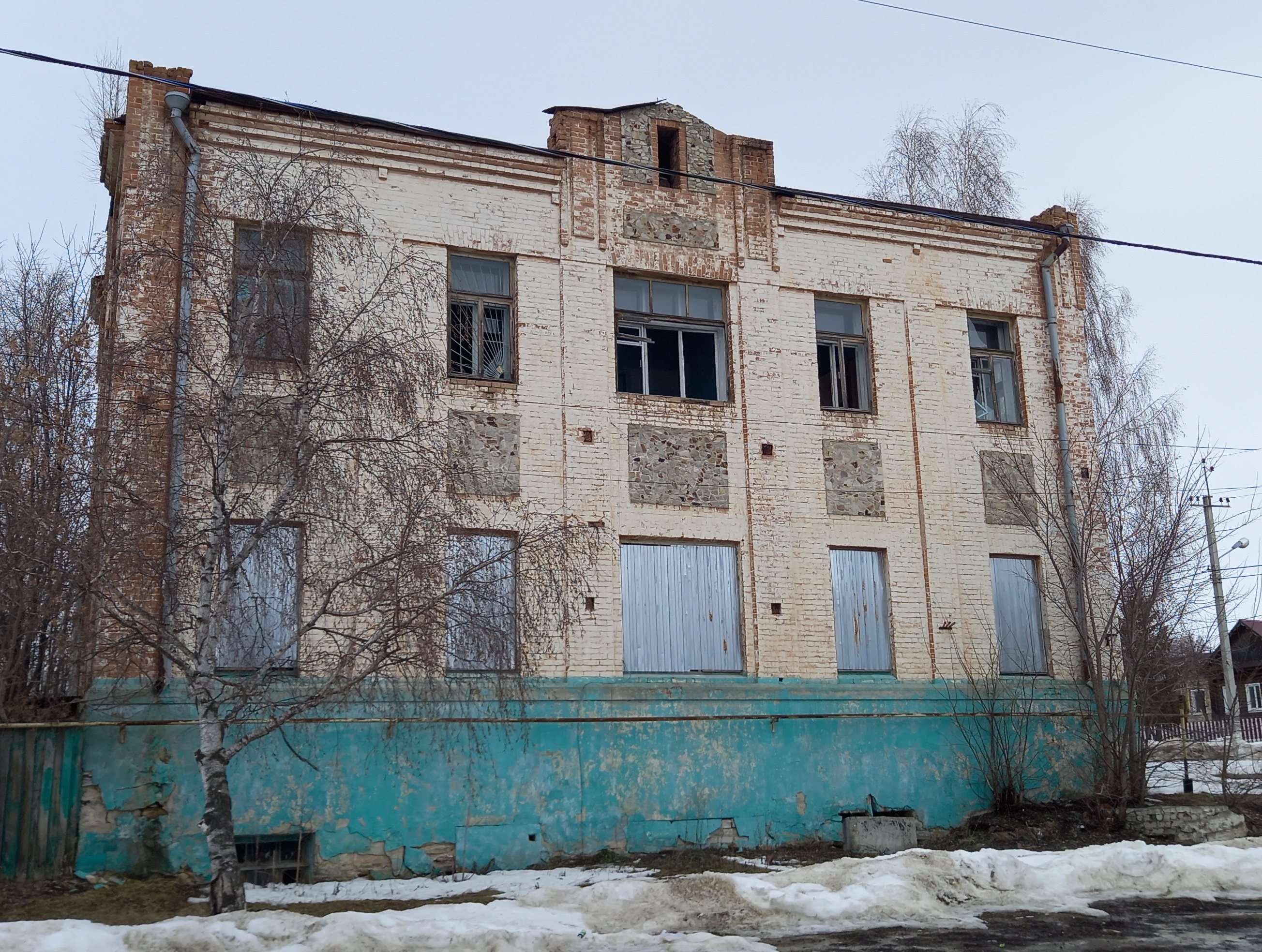
Здание поликлиники, улица Пензенская, 40.
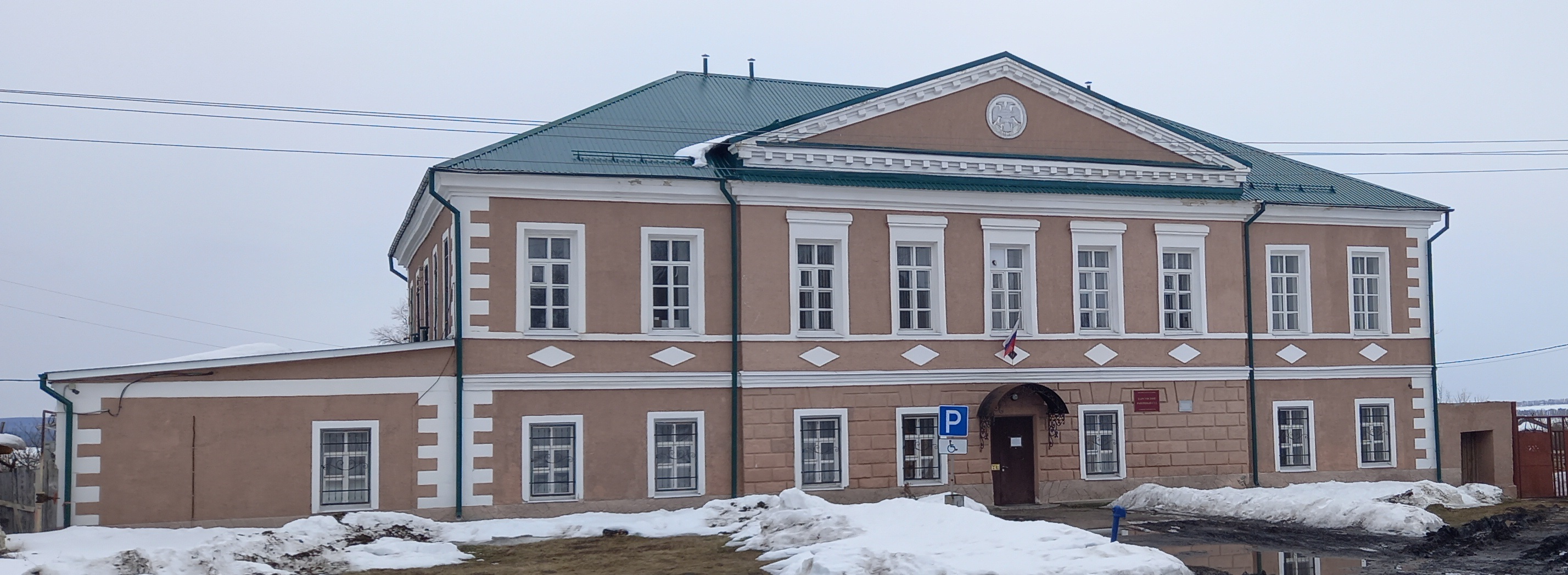
Здание присутственных мест и городского магистрата, улица Октябрьская, 2.
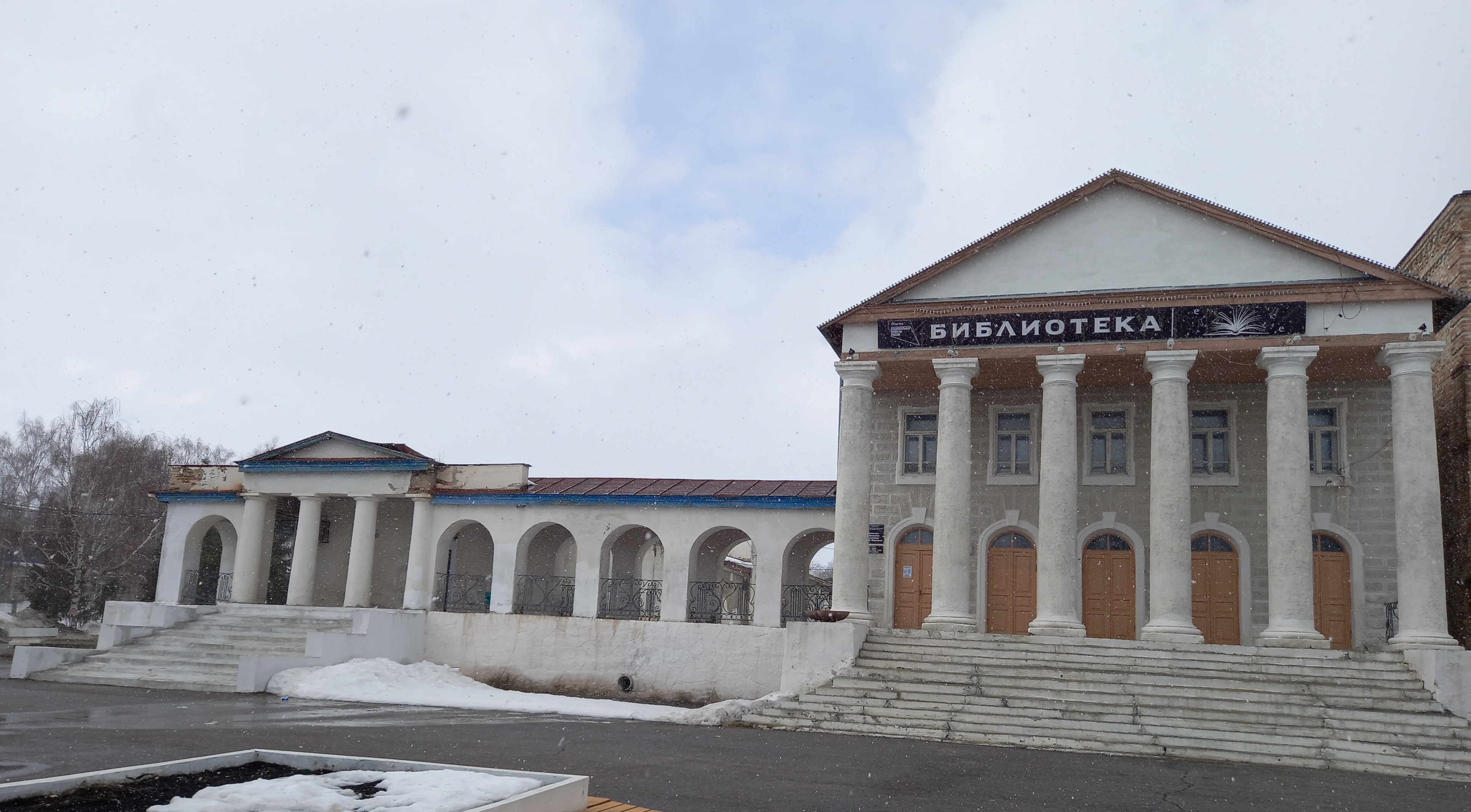
Здание торговых рядов, площадь 30-летия Победы, 5, 7, 9.
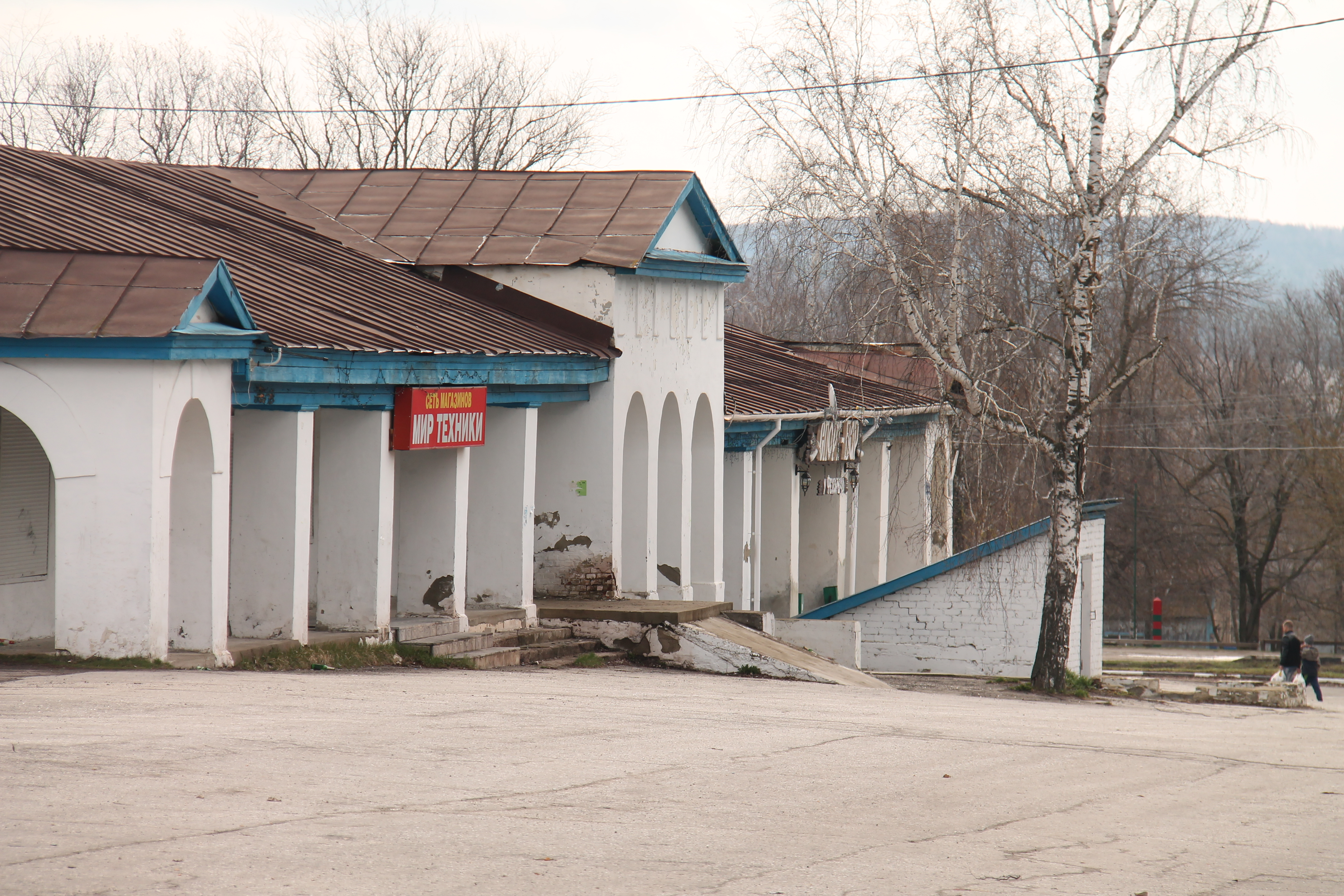
Здание торговых рядов, площадь 30-летия Победы.
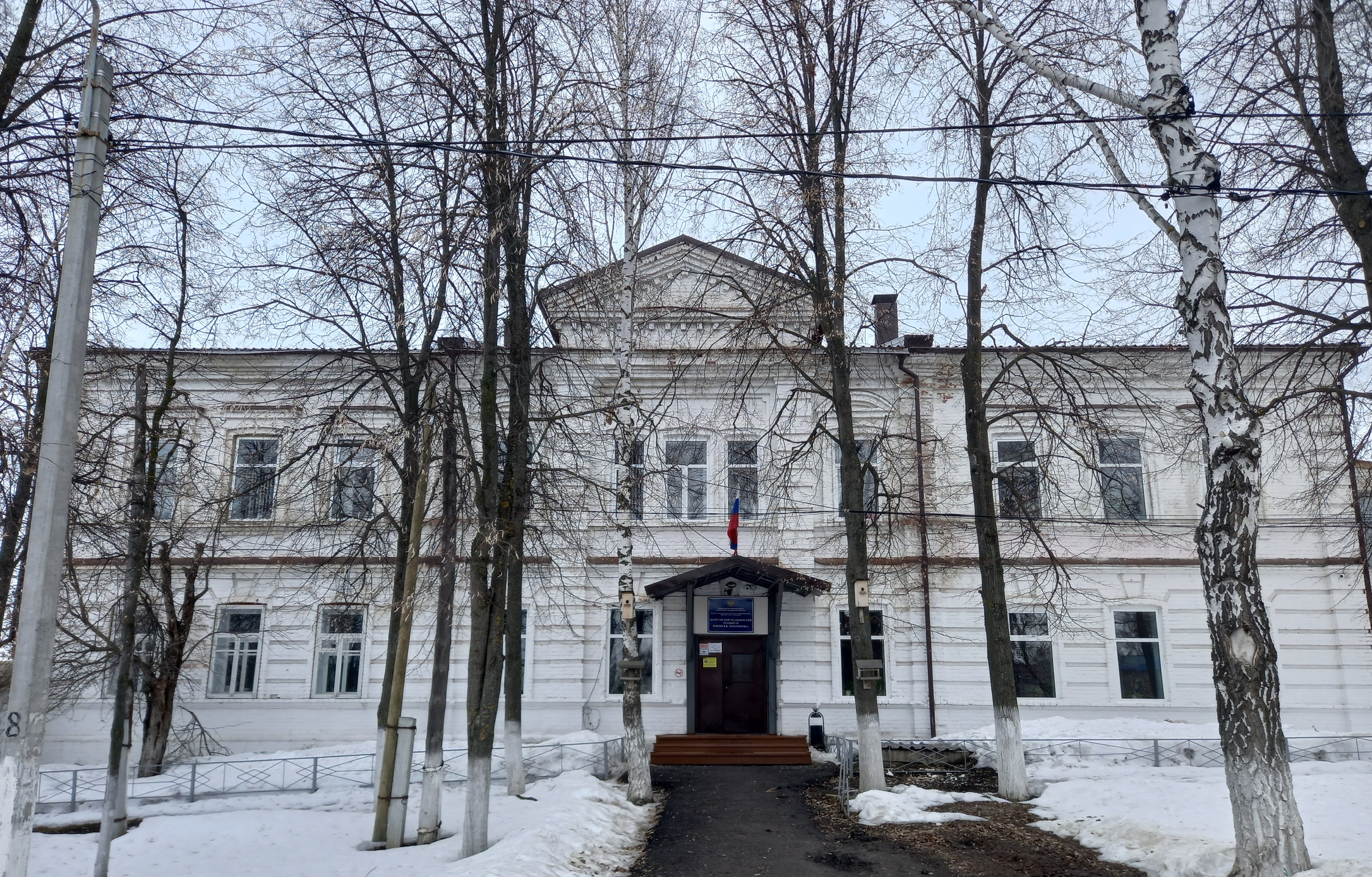
Здание уездного училища, улица Пензенская, 32.
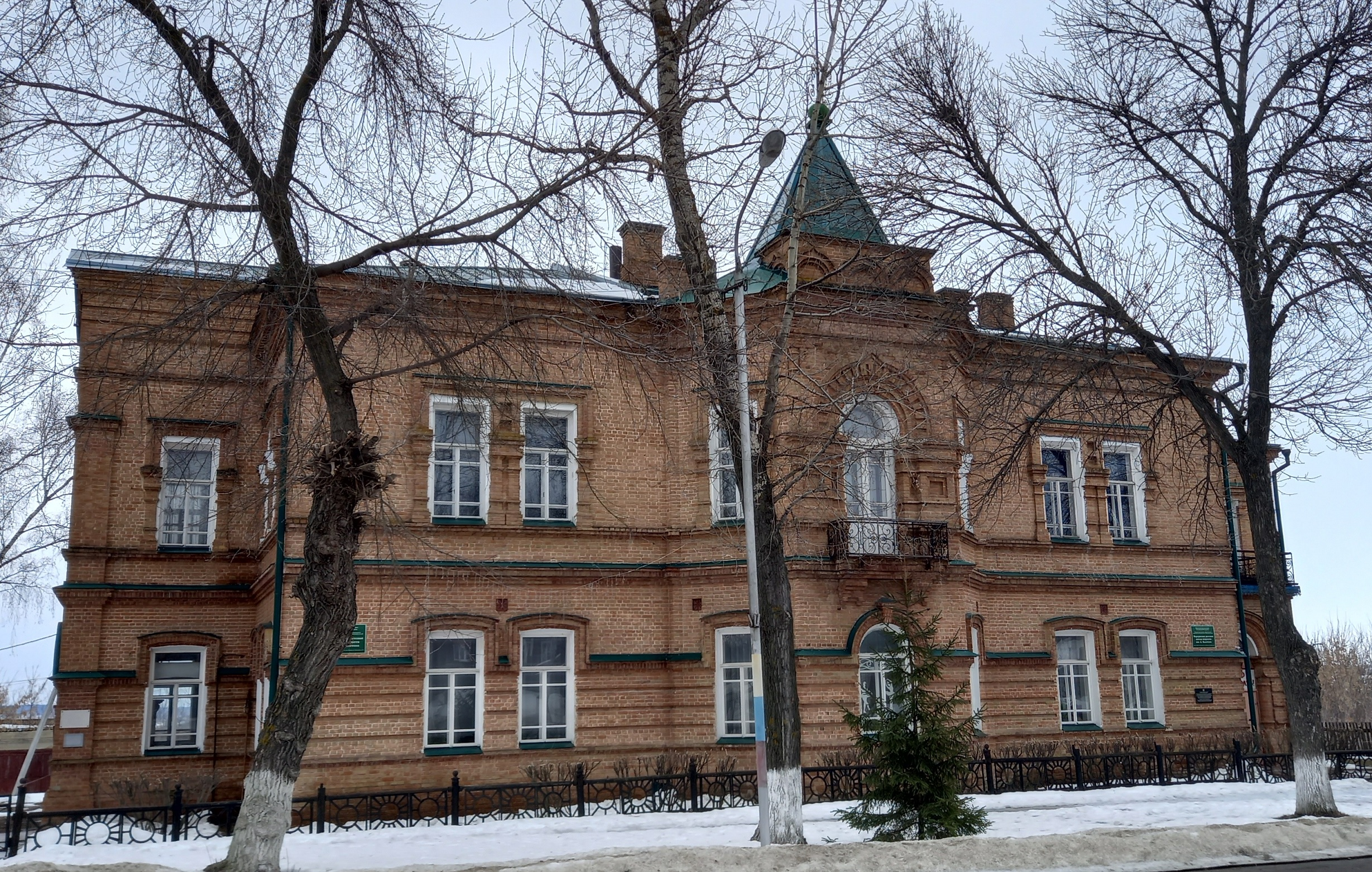
Здание, в котором была провозглашена Советская власть, улица Советская.
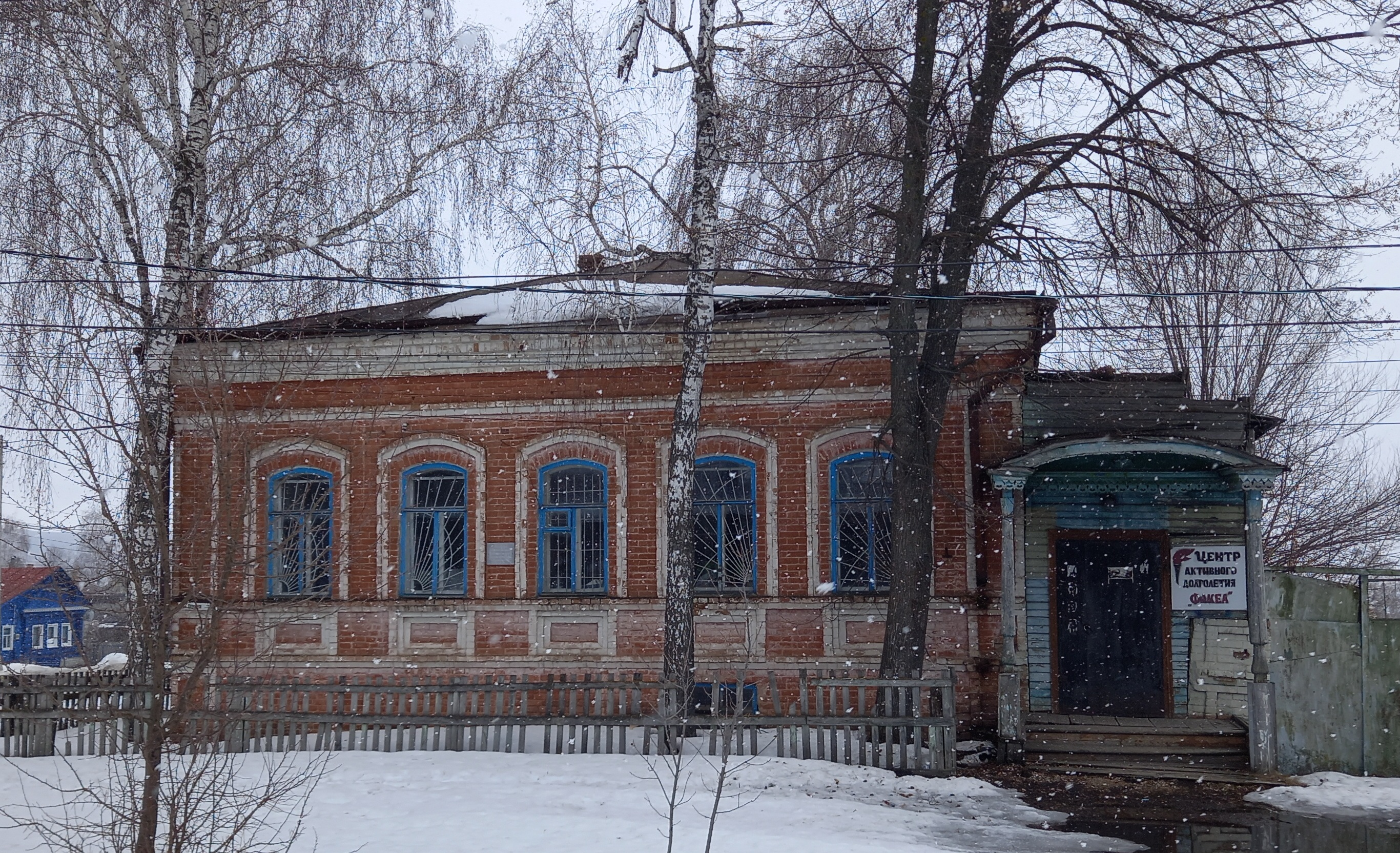
Особняк купеческий, улица Ленина, 18.
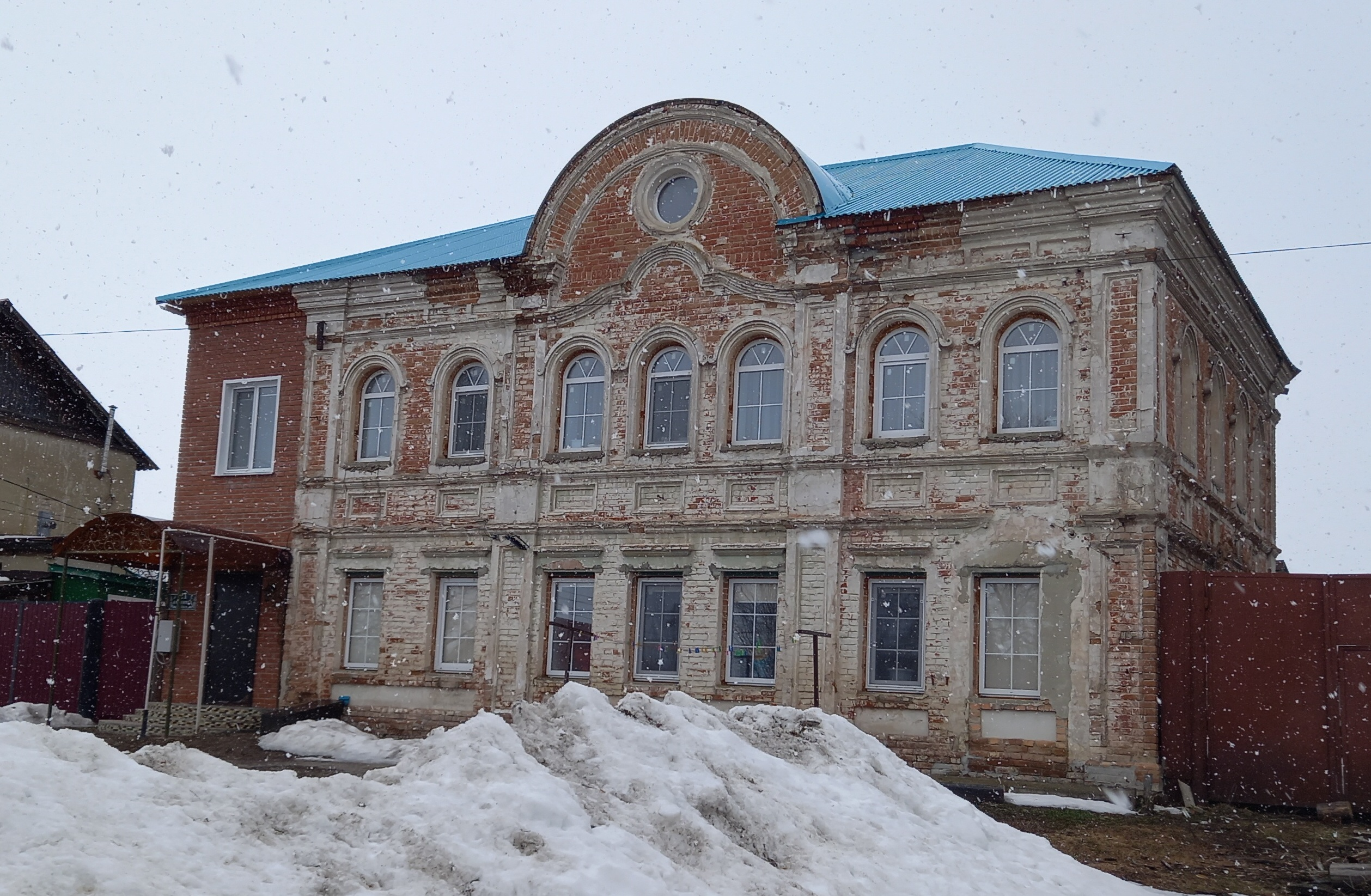
Особняк купеческий, улица Ленина, 21.
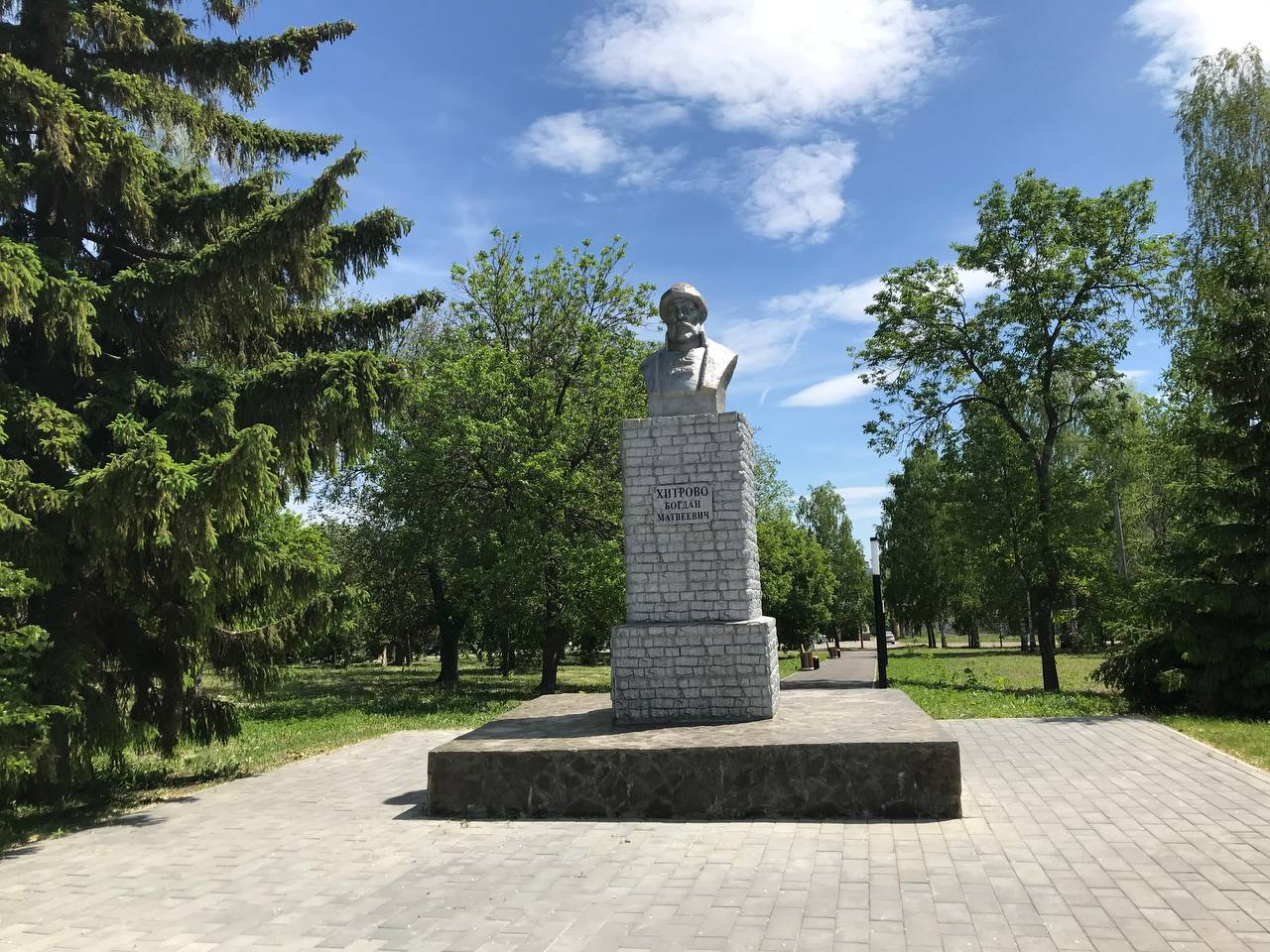
Памятник Богдану Хитрово в Карсуне.